# Цыденов, Даба Ринчинович
Даба́ Ринчи́нович Цыде́нов (15 апреля 1926, Угнасай, Бурят-Монгольская АССР — 12 мая 1997, Москва) — генерал-майор Советской Армии, участник Великой Отечественной войны, начальник финансовой службы Северной группы войск (1973—1980).

## Биография
Даба Цыденов родился 15 апреля 1926 года в улусе Угнасай Баргузинского аймака Бурят-Монгольской АССР (ныне — Сельское поселение «Арзгун» Курумканского муниципального района Республики Бурятия). После окончания Тунгенской начальной школы учился в Курумканской средней школе.
В 1944 году после окончания 9-го класса был призван в армию, служил на станции Харанор Забайкальской железной дороги. Принимал участие в войне с Японией в качестве наводчика противотанкового ружья отдельного истребительного противотанкового артиллерийского дивизиона 209-й стрелковой дивизии. Был награждён медалью «За боевые заслуги».
В 1949 году был зачислен на окружные курсы офицеров, по окончании которых в 1951 году ему было присвоено звание «лейтенант». В 1954 году был принят слушателем на Военный факультет при Московском финансовом институте, который окончил в 1958 году и получил назначение в Прибалтийский военный округ. Здесь же в 1965 году был назначен начальником финансовой службы воинского объединения.
С 1973 по 1980 годы служил начальником Финансовой службы Северной группы войск в Польше с одновременным назначением МИД СССР постоянным членом Советско-польской смешанной комиссии по делам пребывания советских войск в ПНР. На этой военно-дипломатической должности прослужил 7 лет. От правительства ПНР получил в награду золотой «крест Заслуги».
После выхода в отставку Даба Цыденов работал в ДОСААФ СССР заместителем председателя по финансам. На VIII и IX Всесоюзных съездах ДОСААФ избирался членом ЦК ДОСААФ.
3 марта 1984 года Д. Р. Цыденову было присвоено воинское звание генерал-майор.
Ушёл из жизни 12 мая 1997 года. Похоронен на Митинском кладбище.

## Память
- В селе Арзгун (Курумканский район) одна из улиц названа в честь Дабы Цыденова[2].